# Mannarino
Il mannarino (piccola mannaia), anche detto mannarese, manaretta o in dialetto mannaretta, è un coltello da cucina a punta piatta per la lavorazione della carne.

## Armi
Il mannarese è anche un'arma bianca senza punta, portata nel Settecento da alcuni militi comunali piemontesi.
Lo stesso nome è utilizzato per un tipo di lama in dotazione alle truppe Regio Esercito Italiano nella prima metà del XX secolo e distribuita sia singolarmente (portata alla cintura in apposita taschetta in cuoio con doppio passante), sia in accoppiata con baionetta (ad esempio il mannarese alleggerito mod. 1928 che, accoppiato alla baionetta per fucile Carcano mod. 1891 era alloggiato in fodero in cuoio naturale e tasca porta-baionetta). Le versioni più recenti, del periodo della 2ª guerra mondiale, avevano la tasca realizzata nella classica tela in canapagrigioverde da buffetterie con finiture in cuoio. Il Manuale per gli allievi ufficiali di fanteria (1941) lo inserisce, insieme alla roncola, al picozzino da cavalleria ed a molti altri utensili, fra gli attrezzi per i "lavori del campo di battaglia"
Un tipo di mannarese, il mannarese mod. 1912, era dotazione della Legione Ceca dell'Esercito italiano (inquadrata presso gli Alpini); era destinata a truppe del genio, che se ne servivano come machete.